# Желтобрюхий дятел-сосун
Желтобрю́хий дя́тел-сосу́н, или дя́тел-сосу́н (лат. Sphyrapicus varius), — вид птиц семейства дятловых (Picidae), распространённый в Северной и Центральной Америке, а также на островах Карибского моря. Гнездится в южной тайге и широколиственных лесах на территории Канады и США. Зимний ареал находится непосредственно к югу от гнездового, включает леса различных типов.
Питается животными и растительными кормами; больше всего известен употреблением в пищу древесного сока, ради которого выдалбливает множественные отверстия в наружных тканях растений. Размножается один раз в год с апреля по июль.

## Описание
Небольшого размера дятел с крепким прямым клювом, длинными узкими крыльями и заострённым хвостом. Длина 19–21 см, размах крыльев 34–40 см, масса 41–62 г.
Верх взрослой птицы имеет пёстрый чёрно-белый вид, на котором особенно выделяется длинная продольная полоса по переднему краю крыла. Хвост чёрный с белыми полосками и пятнами на центральных и внешних рулевых. На груди чёрное пятно в форме нагрудника, остальной низ окрашен в желтоватые и беловатые тона. Голова выглядит полосатой из-за чередования красных, чёрных и белых перьев. У птиц обоего пола развита красная шапочка перьев на темени, окаймлённая чёрной полосой. Ещё одна чёрная полоса проходит через глаз ото лба к затылку, и ещё одна — так называемые «усы» — от основания клюва к шее. Самец отличается от самки красным (а не белым) подбородком и горлом, остальные участки оперения головы белые. Перья на затылке зачастую взъерошены, что создаёт впечатление хохолка. Радужина каштанового цвета, клюв тёмные, ноги серые. Молодые птицы заметно отличаются от взрослых более размытой буровато-оливковой окраской оперения, как правило, без красных отметин на голове и без чёрного нагрудника. В отличие от родственных видов, ювенальный наряд желтобрюхого дятла-сосуна сохраняется до первой зимы.
Описываемый вид имеет внешнее сходство и иногда скрещивается с близкородственным красношапочным дятлом-сосуном (Sphyrapicus nuchalis). Ареалы обоих видов пересекаются на юго-западе канадской провинции Альберта. У красношапочного дятла на затылке у самцов и самок развито красное пятно, которое отсутствует у желтобрюхого. Для него также красное пятно на горле самцов занимает большую площадь и чёрные «усы» едва заметны. Нижняя часть горла самок также окрашена в красный цвет.

## Распространение

### Гнездовой ареал
Гнездовой ареал — широкая полоса южной тайги и северного широколиственного леса в Канаде и на северо-востоке США.
На западе ареала гнездится на юго-востоке Аляски, в южном Юконе, на юго-западе Северо-Западных территорий и
северо-востоке Британской Колумбии (в долине реки Пис). Восточнее ареал смещается к югу: встречается на большей части Альберты и Саскачевана (кроме юго-востока в первом случае и юго-запада во втором), в Манитобе в срединной и южной части, в Онтарио везде, кроме Низменности Гудзонова залива, местами в Северной и Южной Дакоте. Начиная с середины XX века, в небольшом количестве гнездится на востоке Среднего Запада США: в Миннесоте, Айове, Висконсине и Мичигане.
В канадских провинциях, прилегающих к Атлантическому побережью, дятел распространён в Квебеке к северу до долины реки Истмейн, Нью-Брансуике, Новой Шотландии, на юге Лабрадора, на островах Ньюфаундленд и Принца Эдуарда. Южная граница гнездовий на северо-востоке США проходит через штаты Пенсильвания (север), Нью-Джерси (крайний северо-запад), Нью-Йорк, Коннектикут, Массачусетс, Нью-Гэмпшир и Мэн; также изредка гнездится на западе Мэриленда. Изолированный участок ареала расположен в южных Аппалачах на территории штатов Виргиния, Западная Виргиния, Теннесси и Северная Каролина.

### Миграции
Желтобрюхий дятел-сосун — единственная среди дятлов восточной части Северной Америки типичная перелётная птица, в холодное время года почти все птицы перемещаются в районы с менее суровым климатом к югу от гнездовой области распространения. Зимний ареал расположен южнее 40-й параллели: в юго-восточных штатах США к востоку от Оклахомы и центрального Техаса, в Мексике к востоку от штатов Коауила и Халиско, в странах Центральной Америки к югу до возвышенностей Коста-Рики, и Вест-Индии. Основные места зимовок в Карибском море: Багамские Острова, Куба, Ямайка, Гаити, Острова Кайман и остров Сан-Андрес (англ. San Andrés (island)). Изредка достигает Панамы, Виргинских островов и Пуэрто-Рико. Южнее этих территорий возможны лишь случайные залёты.
Осенний отлёт начинается в конце августа или начале сентября, в особо благоприятные годы может сдвинуться на октябрь или даже ноябрь. Самки, как правило, покидают гнездовые участки раньше и улетают на юг дальше, чем самцы, и соответственно, возвращаются в районы гнездовий позже. Весной появляются на гнездовых участках во второй половине апреля или мае. Летят ночью и, как правило, поодиночке. На пролёте молчаливы, отдыхают пассивно, сидя на стволах деревьев.

### Места обитания
В гнездовой период отдаёт предпочтение молодым лиственным и смешанным лесам с посадками тополя, берёзы, клёна или гикори. Места обитания в смешанном лесу обычно привязаны к речным долинам, где помимо хвойных пород произрастают тополь осинообразный и различные виды берёзы. В канадском Нью-Брансуике селится в островных рощах клёна красного, берёзы аллеганской и берёзы бумажной, оставшихся на месте вырубки массивов с посадками ели красной и пихты бальзамической. Не обитает выше 2000 м над уровнем моря.
Зимой селится в лесах различных типов, при этом избегает пространств только с хвойными деревьями. Его можно встретить в горных лесах на высоте до 3500 м над уровнем моря, сосново-дубовых, низинных твердолиственных, заболоченных, тропических полулистопадных лесах, на опушках, на возвышенностях с ксерофитной растительностью. Птица также населяет полуоткрытые ландшафты, в том числе и модифицированные человеком: например, лужайки с одиноко стоящими деревьями.

## Питание

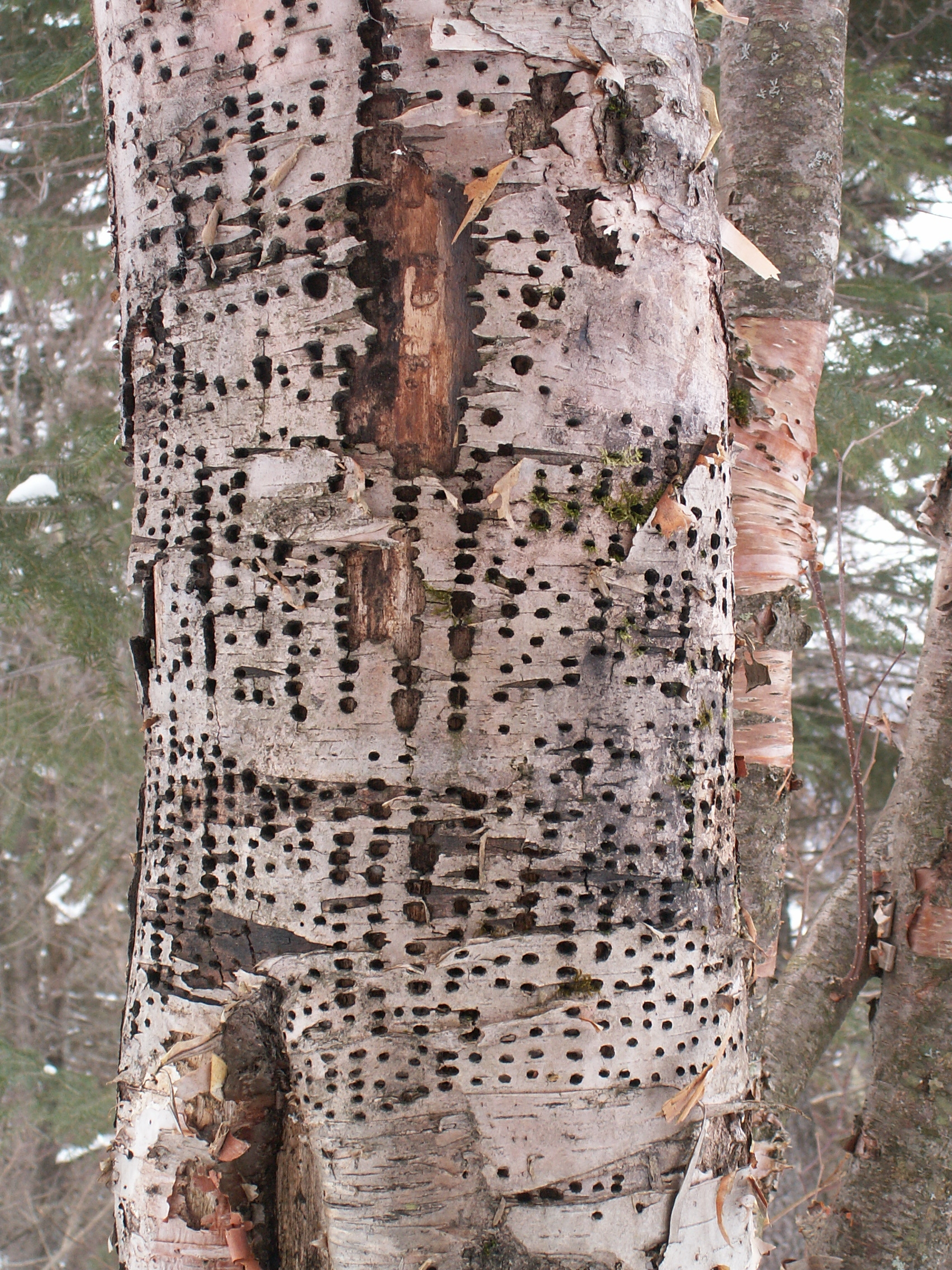
Ствол берёзы бумажной, повреждённый дятлом

Статьи о дятлах-сосунах в целом и желтобрюхом дятле-сосуне в частности обычно акцентируют внимание на их необычной кормовой специализации — употреблении в пищу древесного сока. Птица выдалбливает в коре правильные ряды стандартных ячеек и слизывает стекающую из них древесную жидкость. Однажды создав каналы, птица ежедневно возвращается к ним за новой порцией сока, охраняет дерево от других птиц, в том числе особей своего вида. Орнитологи насчитывают порядка 1000 видов многолетних древесных растений, соком которых питаются дятлы, в том числе различные виды берёзы, клёна, сосны, пихты и ели. Птица часто паразитирует на больных или повреждённых деревьях, ослабленных вследствие шторма, удара молнии, нашествия насекомых, воздействия человека или грибковой инфекции.
Одно из исследований в северном Мичигане показало предпочтение к неродной для Америки сосне обыкновенной: согласно наблюдению, 8 из 11 деревьев, из которых дятел добывал сок, принадлежали именно этому виду. Другие наиболее часто паразитируемые растения: берёза бумажная (Betula papyrifera), клён красный (Acer rubrum), ирга (Amelanchier sp.) и тополь крупнозубчатый (Populus grandidentata).
Древесный сок — важный, но не единственный тип пищи дятла; его доля оценивается в районе 20 % от годового объёма кормов. В гнездовой период около половины всей пищи составляют различные беспозвоночные, главным образом имаго и личинки жуков, муравьи, бабочки, стрекозы и пауки. Птица использует два различных способа добычи насекомых. Один из них, в частности характерный для трёхпалых дятлов, состоит в том, что птица отщипывает кусочки коры и добывает спрятавшихся под ними ксилофагов. Вторая стратегия похожа на способ добывания корма мухоловок (среди дятлов её также используют многие дятлы-меланерпесы): птица спрыгивает с ветки и хватает пролетающих мимо насекомых.
Во второй половине лета и осенью дятел переключается на семена и плоды растений, в том числе орехи и ягоды. Ранней весной употребляет в пищу почки тополя осинообразного (Populus tremuloides). В этот же период времени существенную долю рациона (до 48 %) составляют древесные ткани: лыко и камбий.

## Размножение

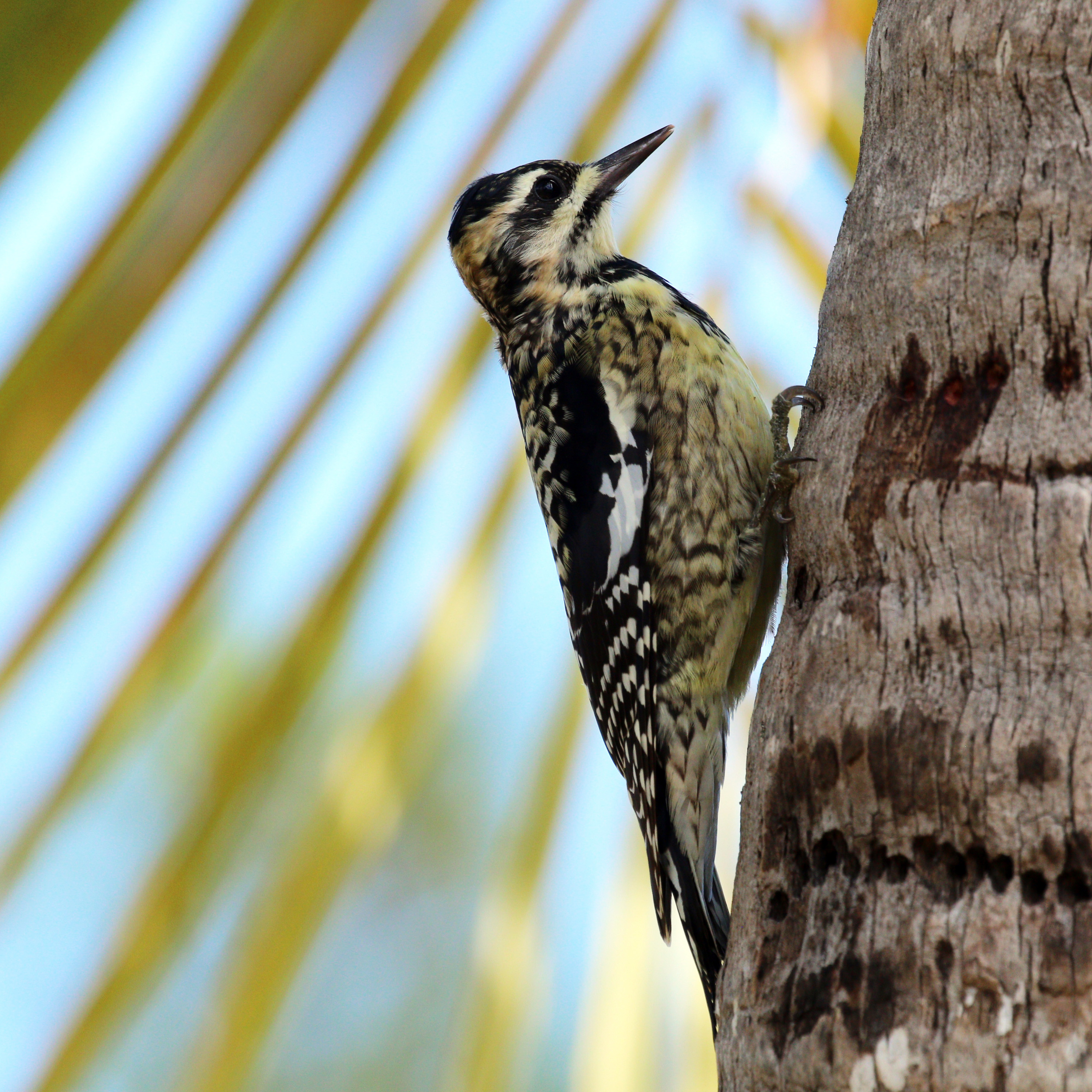
Молодая птица

Размножается с апреля по июль, начиная с конца первого года жизни. Моногам, один выводок за сезон. Самцы во время миграции преодолевают меньшее расстояние и появляются на гнездовьях примерно на неделю раньше самок. О прибытии на место и выборе участка можно узнать по издаваемой самцом характерной барабанной дроби, более тихой в сравнении с другими дятлами и издаваемой короткими очередями. Несмотря на то, что самцы и самки зимуют отдельно друг от друга, склонность возвращаться на то же место нередко приводит к тому, что одни и те же птицы возобновляют партнёрство многократно и выбирают для устройства гнезда одно дерево.
Самец самостоятельно долбит дупло, чаще всего в стволе берёзы или тополя на высоте от 3 до 14 м над землей; предпочтение отдаётся больным деревьям с подгнившей сердцевиной. На работу по обустройству гнезда уходит от 15 до 28 дней, причём более поздние сроки свидетельствуют о ненастной погоде, во время которой птицы делают перерыв. Иногда новое дупло не выщипывается, а вместо него используется прошлогоднее. Глубина отверстия около 27 см, диаметр около 7,3 см, диаметр летка 3,2–4,1 см. Леток настолько мал, что птицы зачастую теряют перья при входе и выходе из дупла. Подстилочный материал, за исключением оставшейся в результате строительства древесной трухи, отсутствует.
Полная кладка содержит от четырёх до семи яиц. Яйца белые без каких-либо отметин, размером (20,6–26,0)×(16,0–18,3) мм. Насиживают обе птицы пары, начиная с третьего или четвёртого яйца в течение 12–13 суток. Птенцы гнездового типа, выкармливаются обоими родителями в равной степени. Способность к полёту проявляется в возрасте 25–29 дней, при этом лётные птенцы ещё около двух недель держатся возле родителей, которые подкармливают их время от времени.